# Ed Roth
Ed "Big Daddy" Roth (4 de março de 1932 - 4 de abril de 2001) foi um artista, cartunista, pinstriper e designer e construtor de carros personalizados, notório por criar o Rat Fink, ícone do hot rod  e outros personagens. Roth foi uma figura chave na Kustom Kulture e o movimento hot-rod do final dos anos 1950 e 1960.

## Início
Roth nasceu em Beverly Hills, Califórnia. Filho de Marie (Bauer) e Roth Henry. Cresceu em Bell (Califórnia), cursou o primário na Bell High School, onde suas aulas incluia automobilismo e artes.

## Carreira

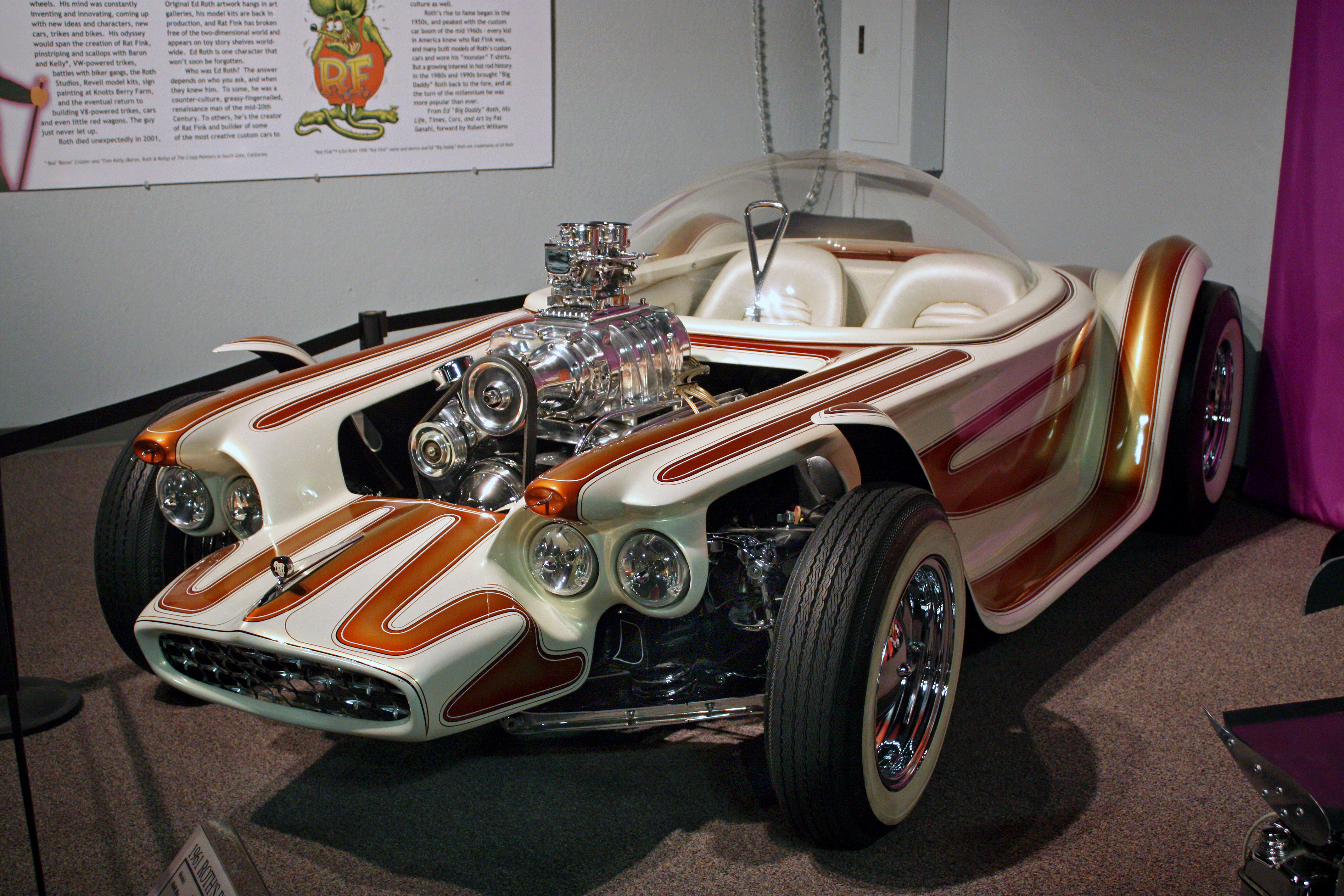
Beatnik Bandit no National Automobile Museum.

Roth é caracterizado por suas caricaturas grotescas - tipificado pelo Rat Fink - representando imaginativos, fora do tamanho, e com representações monstruosas dos hot rods que ele e seus contemporâneos construídas. Roth começou na aerografia e vendendo revistas no estilo Weirdo, além de camisetas em feiras automóveis e nas páginas da Craft Car, revista publicada a partir de 1958. Em 1959, seus produtos tornaram-se uma mania, explodindo com Roth na vanguarda do movimento. Roth foi o pioneiro do movimento Kustom Kulture juntamente com os colegas Dean Jeffries e Pete Millar.
Em 1959, Roth criou o The Outlaw. Um hot rod construido em fibra de vidro, que foi destaque na edição de janeiro de 1960 da Craft Car. Outros hot rods incluem o Bandit Beatnik de 1961, O Mysterion Ford bimotor (1963), A Orbitron (1964), e Road Agent (1965), entre outros.  Em 1965, sua criação foi destaque no filme Beach Blanket Bingo, estrelado por Frankie Avalon e Annette Funicello.
Em 1962, a Revell empresa de modelismo começou a vender modelos de plástico de carros de Roth. A Revell continuou a re-edição de Roth Monsters e kits de carro Kustom.
Em 1970 um roubo em seu estúdio fez com que ele desistisse da atividade de construtor de hot rods. A pedido de fãs, ele voltou a construir suas obras para colecionadores e eventos nas quais ele era convidado. Ele morreu aos 69 anos vitima de um infarto enquanto ele trabalhava na construção de um hot rod.

## Galleri

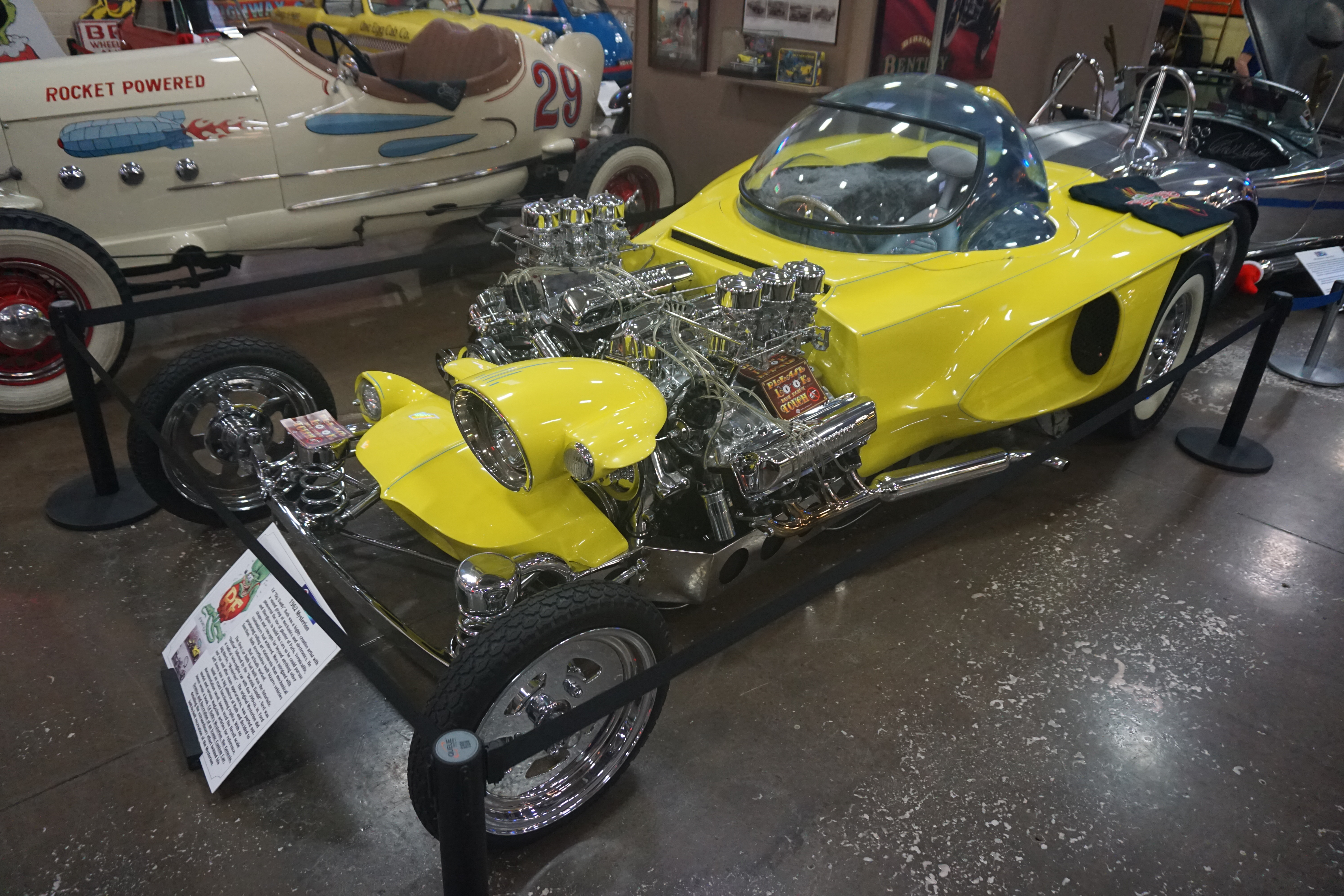
Mysterion 1962.
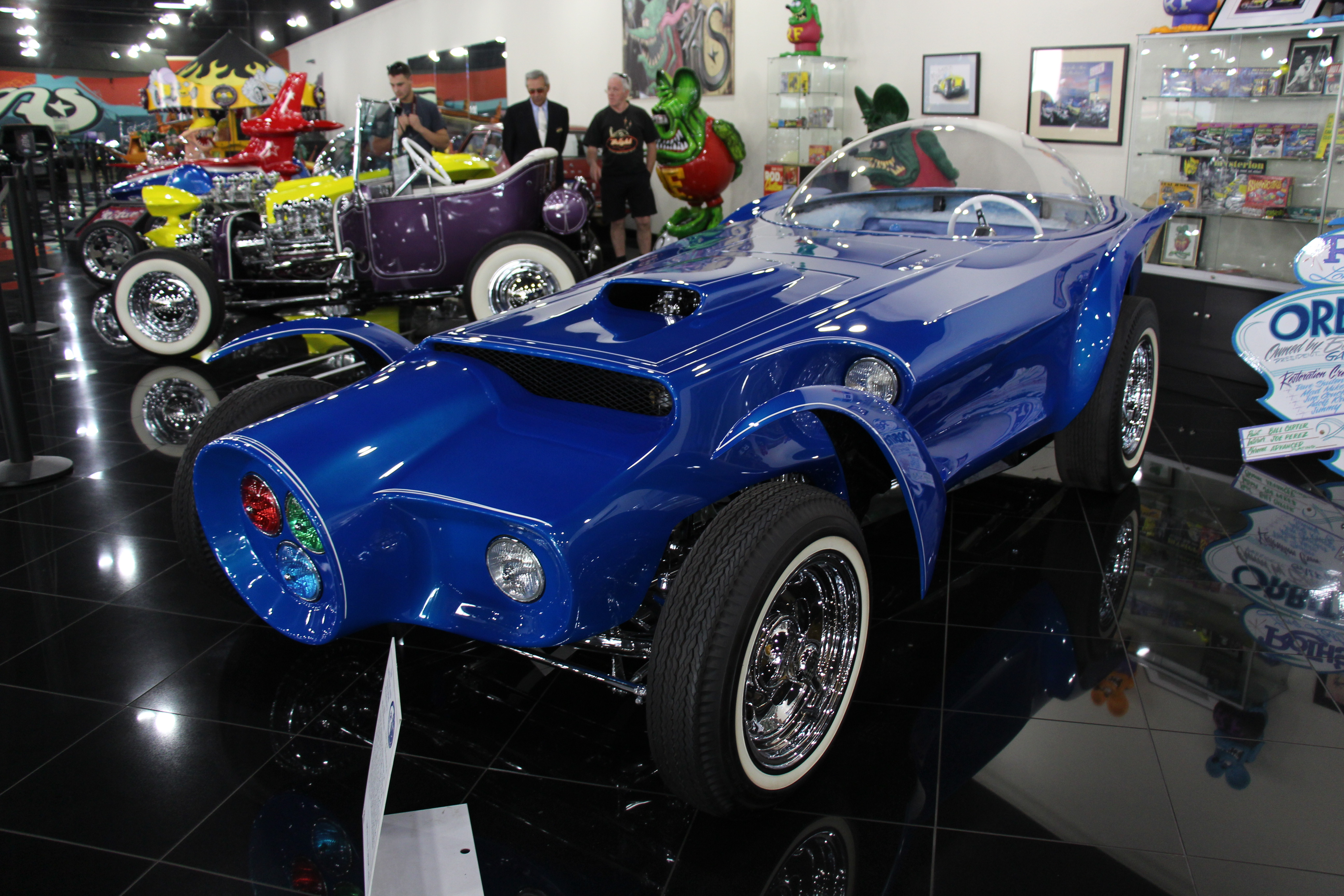
Orbitron 1964.
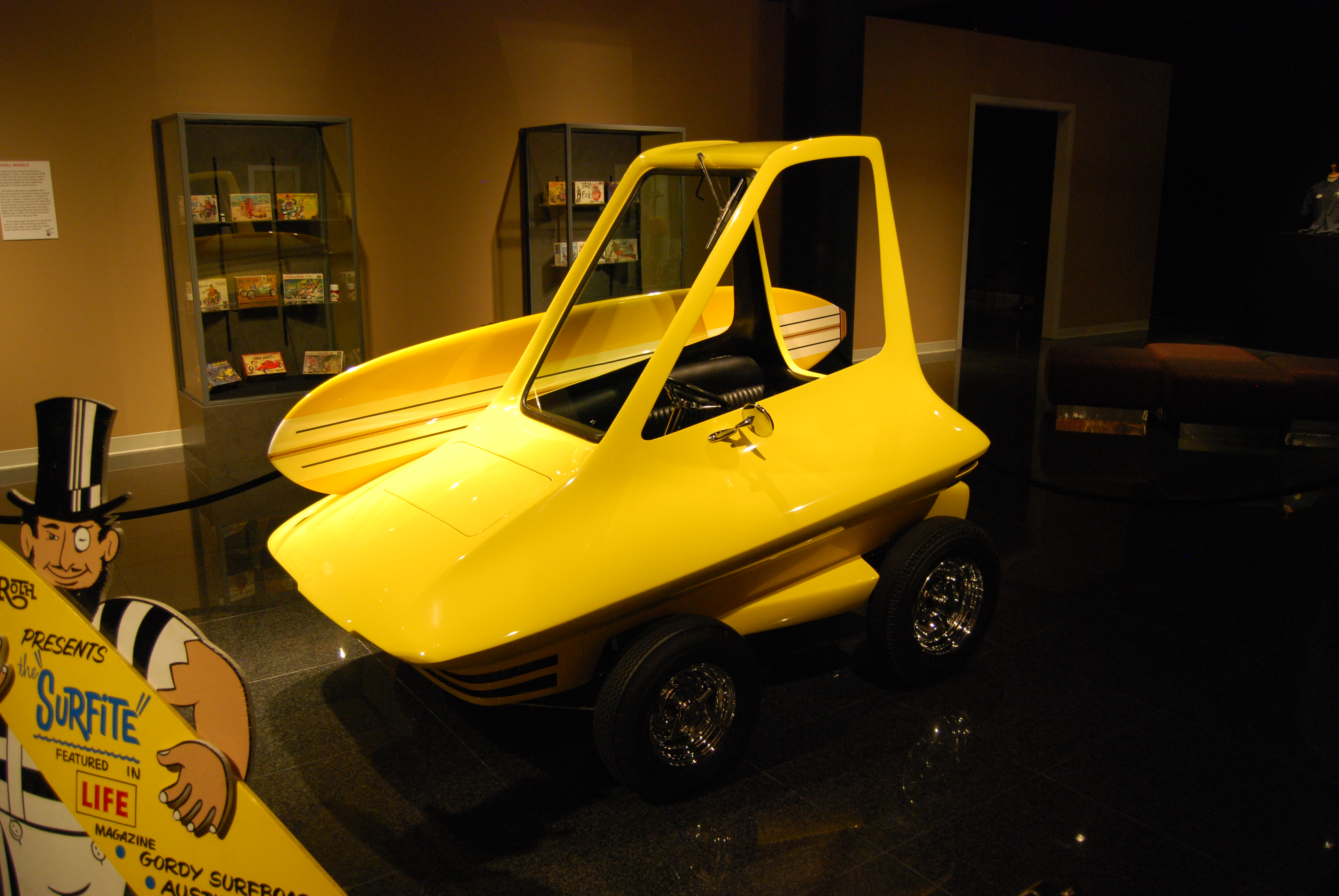
Surfite 1964